# 卡爾·史瓦西
卡尔·史瓦西（德語：Karl Schwarzschild，1873年10月9日—1916年5月11日），是一名德国天文学家、物理学家，普鲁士科学院院士（1912年当选），1909年至1914年間任波茨坦天体物理天文台台长。他是德裔美籍天体物理学家马丁·史瓦西的父亲。
史瓦西是理论天体物理学创始阶段的关键人物之一。他在摄影光度学、恆星大氣層理论、广义相对论以及旧量子论等领域都有建树。爱因斯坦场方程第一个也是最重要的精确解，预测黑洞存在的史瓦西解是以他的名字命名的。

## 生平
卡尔·史瓦西出生於德意志帝国黑森-拿骚省法兰克福的一个犹太家庭，是家中的长子。妹妹克拉拉是瑞士天文学家罗伯特·埃姆登的妻子。史瓦西的家庭鼓励孩子全面发展，特别注重音乐与艺术方面的教育。史瓦西是家族中首位涉足科研领域的成员。史瓦西11岁时开始在法兰克福的犹太小学学习，之后升入当地高中。他在这一时期就表现出对于天文学的兴趣，常常攒下零花钱去购买透鏡等零件來製造望远镜。他的这份兴趣受到了他父亲的朋友，在当地拥有一间私人业余天文台的爱泼斯坦教授的鼓励。史瓦西与爱泼斯坦的儿子，后来成为数学家的保罗·爱泼斯坦交好。他在16岁时就发表过两篇有关双星系统轨道理論的文章。史瓦西1891年通过了斯特拉斯堡大学的入学考试，在那里学习了两年实用天文学，之后於1893年进入慕尼黑大学继续进修，并在1896年取得博士学位。他的博士论文题为《均一转动流体平衡态的庞加莱理论》（Die Poincarésche Theorie des Gleichgewichts einer homogenen rotierenden Flüssigkeitsmasse），由雨果·汉斯·里特·冯·泽利格指导。
史瓦西从1896年10月开始在维也纳的庫夫納天文台当了两年助理。他在那里主要研究恒星的光度，得到了天文光度学中的时间延迟方程，并发现了低照度下倒易律失效的现象。1899年，他回到慕尼黑大学担任副教授，并对与恒星光度测量有关的特许任教资格论文做了答辩。1900年，在广义相对论产生之前，史瓦西研究了宇宙空间符合非欧几何规律的可能性，并算出空间曲率半径下限在椭圆几何中为4×106 AU，在双曲几何中则为1×108 AU。他在这一时期还研究了彗尾中的尘埃粒子受到辐射压时的运动情况，并观测了这些粒子的大小。

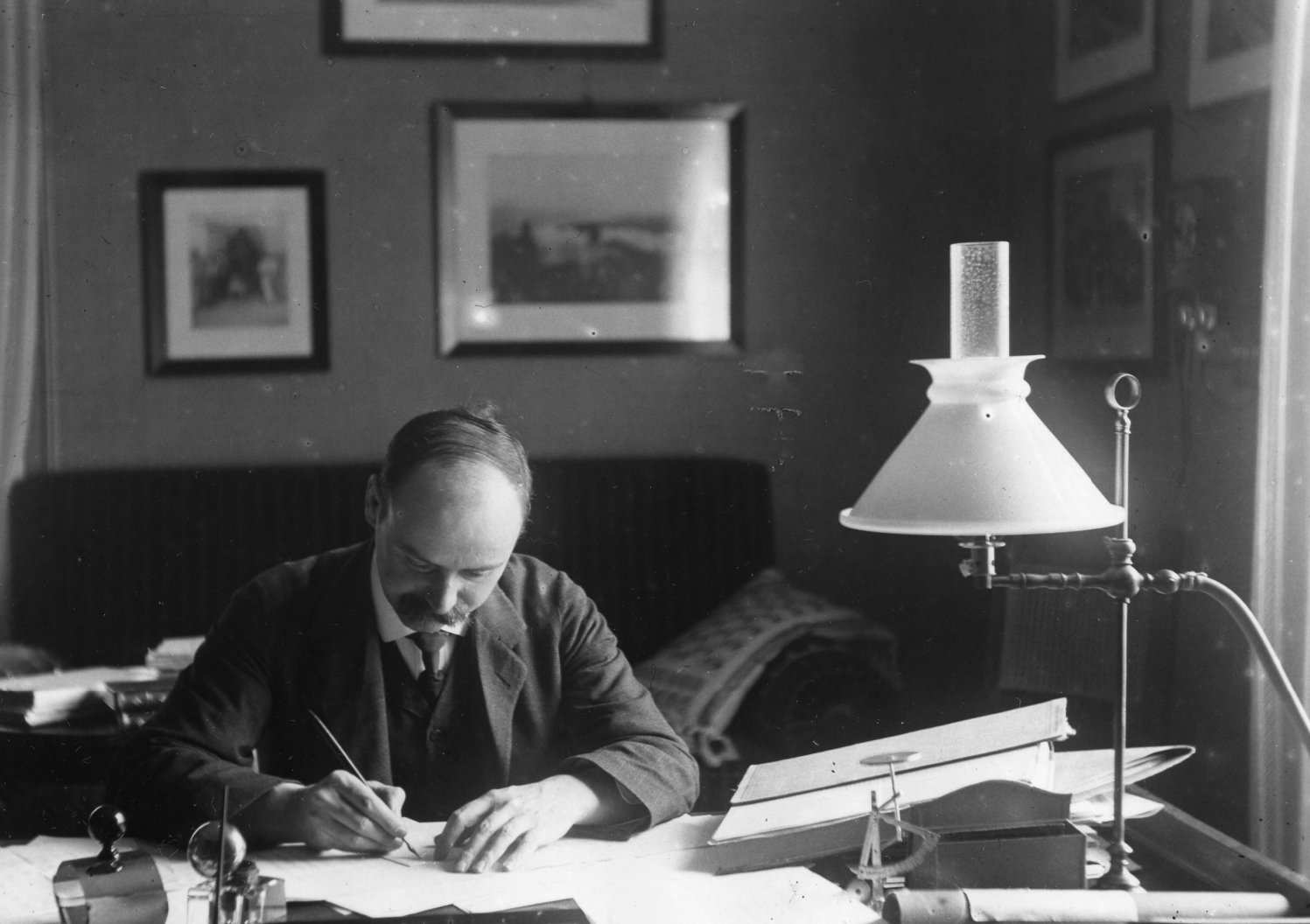
工作中的史瓦西

1901年，史瓦西受聘担任哥廷根大学正教授及当地天文台的台长，与大卫·希尔伯特及赫尔曼·闵可夫斯基共事。1909年6月11日，史瓦西当选英国皇家天文学会会士。在哥廷根时期，史瓦西研究了电动力学与几何光学，提出了一些有关摄影星等的重要结论，找到了摄影星等与肉眼观察到的星等之间的区别，研究了一些恒星以及太阳光球层中的辐射转移，并在1906年引入了对于构造恒星大气模型非常重要的辐射平衡。他还参与了在阿尔及利亚进行的科考活动，观测了1905年8月30日的日全食。
1909年10月22日，史瓦西与埃尔莎·罗森巴赫（父亲是哥廷根的外科学教授）结婚。夫妇二人育有三名子女，阿加塔、马丁（后来成为普林斯顿大学的天文学教授）及阿尔弗雷德。

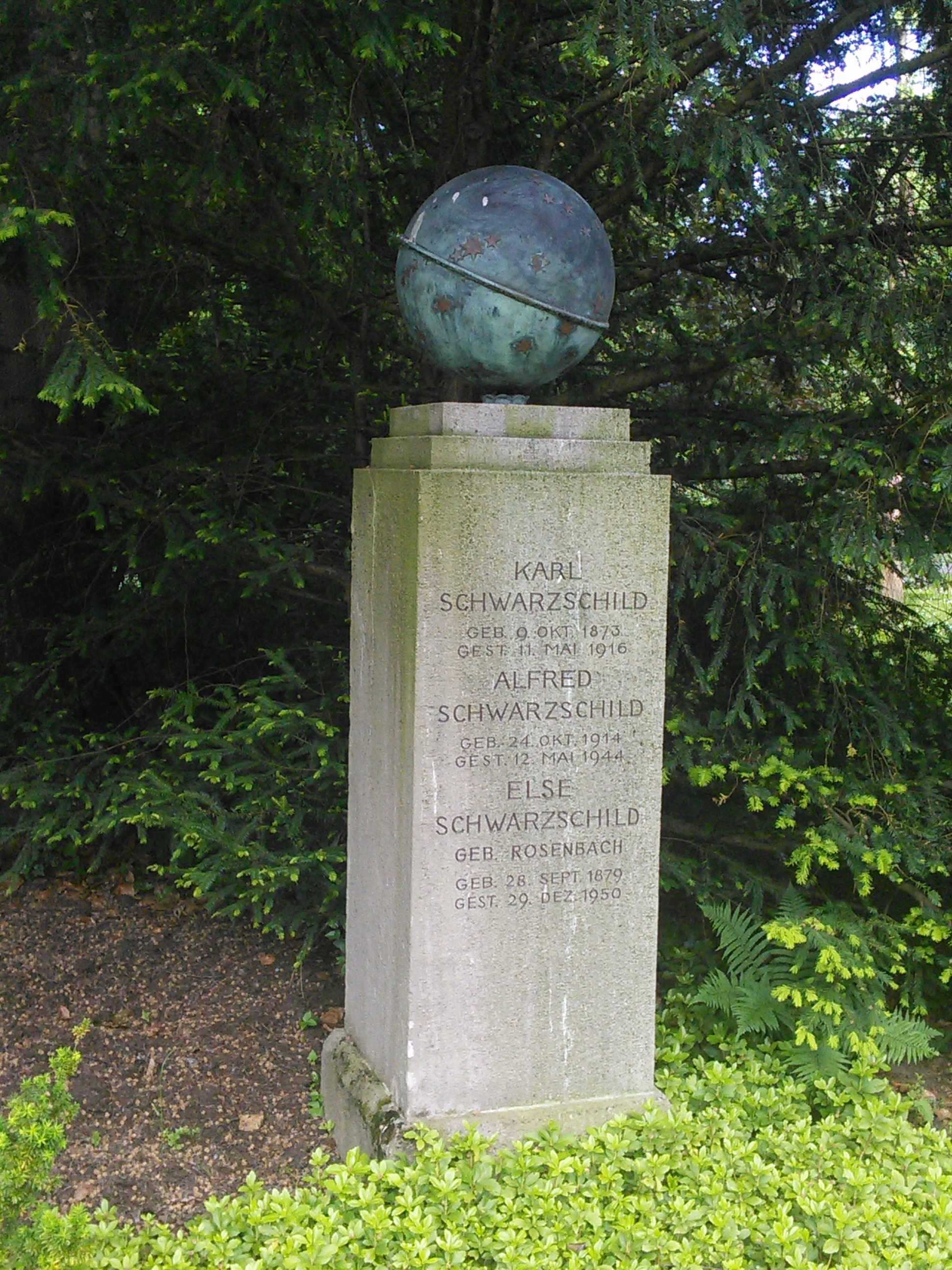
位于哥廷根的史瓦西墓

史瓦西在1909年年底成为波茨坦天体物理天文台台长（这是当时德国国内天文学家的至高荣誉），并于1912年当选普鲁士科学院院士。他还发表了专著《曝光计量学》（Aktinometrie）（第一卷于1910年发表，第二卷于1912年发表）。在这一时期，他对于光谱学非常感兴趣，同时还仔细研究了哈雷彗星1910年回归时的照片。
在第一次世界大战爆发后，当时年逾40岁的史瓦西自愿加入德国陆军。他一开始在那慕尔的军事气象站服役，后来擢升中尉军衔进入远程炮兵指挥所（开始时位于法国，后迁到俄国）工作。 史瓦西研究了炮弹轨迹计算。他在1915年向普鲁士科学院寄去了有关轨迹修正的报告（解密后於1920年发表），并获得了铁十字勋章。
1915年11月18日，休假中的史瓦西出席了爱因斯坦在普鲁士科学院的讲座。爱因斯坦宣讲了如何利用广义相对论解释水星近日点的反常进动。
史瓦西在东线战场上感染了当时无法治愈的天疱疮。他在战地医院里写了两篇有关广义相对论的论文以及一篇有关玻尔-索末菲理论的文章（他在这篇文章中讨论了氢原子的斯塔克效应）。1916年3月，病重的史瓦西返回了德意志帝国。他于两个月后在德意志帝国勃兰登堡省波茨坦病逝，葬于哥廷根的中央墓地。

## 研究工作
史瓦西的研究工作涉及物理学、数学以及天文学等领域。英国天文学家亚瑟·爱丁顿认为史瓦西的研究尽管更侧重于实际应用，但从广度来说可以与庞加莱的工作相提并论。史瓦西本人是这样说的：

数学、物理学、化学与天文学齐头并进。后进者会得到拉动，先进者则会惠及他者。天文学与其他精确科学紧密团结在一起……从这个角度来说，我觉得自己并不只会对天空中的事情感兴趣，也会沿着牵连的经纬从那里回到尘世。我经常觉得天上的事情并不那么真实。那种探究各种知识的冲动来自于我老师泽利格潜移默化的影响，而后受到菲利克斯·克莱因以及整个哥廷根科学圈的滋养。在那里流传着这样的格言：数学、物理学以及天文学就像希腊文化那样融合为一体。

从哥廷根时期开始一直到波茨坦时期，史瓦西为实用天文学建立起值得信赖的摄影光度学理论。他发展了通过摄影精准测定恒星光度的技术并找到了银版变黑过程与曝光时间以及恒星光度的关系（史瓦西定律）。摄影银版与人眼对不同波段的光感光度虽然不同，两者对于恒星光度的标度却可以通过共同的零点联系在一起。而人眼观测与摄影而得的星等的差异可以用来估测恒星的温度。史瓦西由此在1899年发现了造父变星的温度涨落效应。史瓦西在1910年至1912年间编制了精确的3500颗视星等高于7.5m的恒星的目录，其中恒星的亮度由0°至+20°依次下降（“哥廷根曝光计”）。这一统计工作对于估计恒星的温度以及距离非常重要。
史瓦西对于恒星自行的统计研究是雅各布斯·卡普坦的二流理论的源流之一。1907年，史瓦西在这一理论的基础上发现了银河系中恒星运行速度的分布规律，之后在银河自转理论的框架内得到了确认。他还在1910年至1912年间推导了恒星的绝对星等和视星等与空间密度之间的通用积分方程。
1906年，史瓦西在恒星大气层理论中引入了辐射平衡的概念。在这种状态下，恒星大气层内通过辐射完成的能量交换、对流以及热导率都可以忽略。他在维恩定律的基础上得到了辐射平衡的数学理论，并发展了相应的恒星大气层结构模型。这个模型是非对流恒星结构模型的基础。
史瓦西还在恒星辐射层中粒子平衡理论及其在彗尾中的应用、光学仪器像差、电动力学中的变分原理以及玻尔模型中氢原子的斯塔克效应方面做了大量工作。他引入的作用量-角度坐标对于哈密顿量守恒系统的研究非常重要。
史瓦西还利用球对称首次求出了爱因斯坦场方程的精确解。他分别求得了由均一流体构成的非自转球形天体的内部解，以及球对称天体周围空间中的外部解（称“史瓦西解”） 。史瓦西所求出的解是爱因斯坦场方程关于黑洞的第一个结果。目前天体物理学中用到的一些有关术语是以史瓦西的名字命名的，比如史瓦西半径与史瓦西坐标等等。
爱因斯坦起初感觉史瓦西的结果不可思议，因为他觉得如此复杂的方程组不大可能求出精确的外部解。而在仔细检查计算过程后，爱因斯坦终于相信问题确实得到了解决，并受到了史瓦西工作热情的感染。而爱因斯坦也在史瓦西的工作基础上解释了水星近日点进动现象以及光线在某些星体周围发生偏折的现象，证实了他在之前的估计值。
在普鲁士科学院举行的史瓦西追思会上，爱因斯坦这样评价史瓦西的研究工作：

在史瓦西的理论工作中，特别使人感到惊讶的是他那么有把握地运用数学研究方法，是他那种轻捷地理解天文学问题或物理学问题的实质的本领。很少见到有像他这样同正确的想法和那种思维的灵活性相结合的深刻的数学知识。正是有了这些才能，才使他能够完成别的研究工作者被其中的数学困难下注了的那些领域中的重要理论工作。显然，他的源源不绝的创作动机，在更大程度上可以认为是发现数学概念之间的精美的联系的那种艺术家的喜悦，而不是要去认识自然界中尚未被发现的关系的渴望。

## 纪念

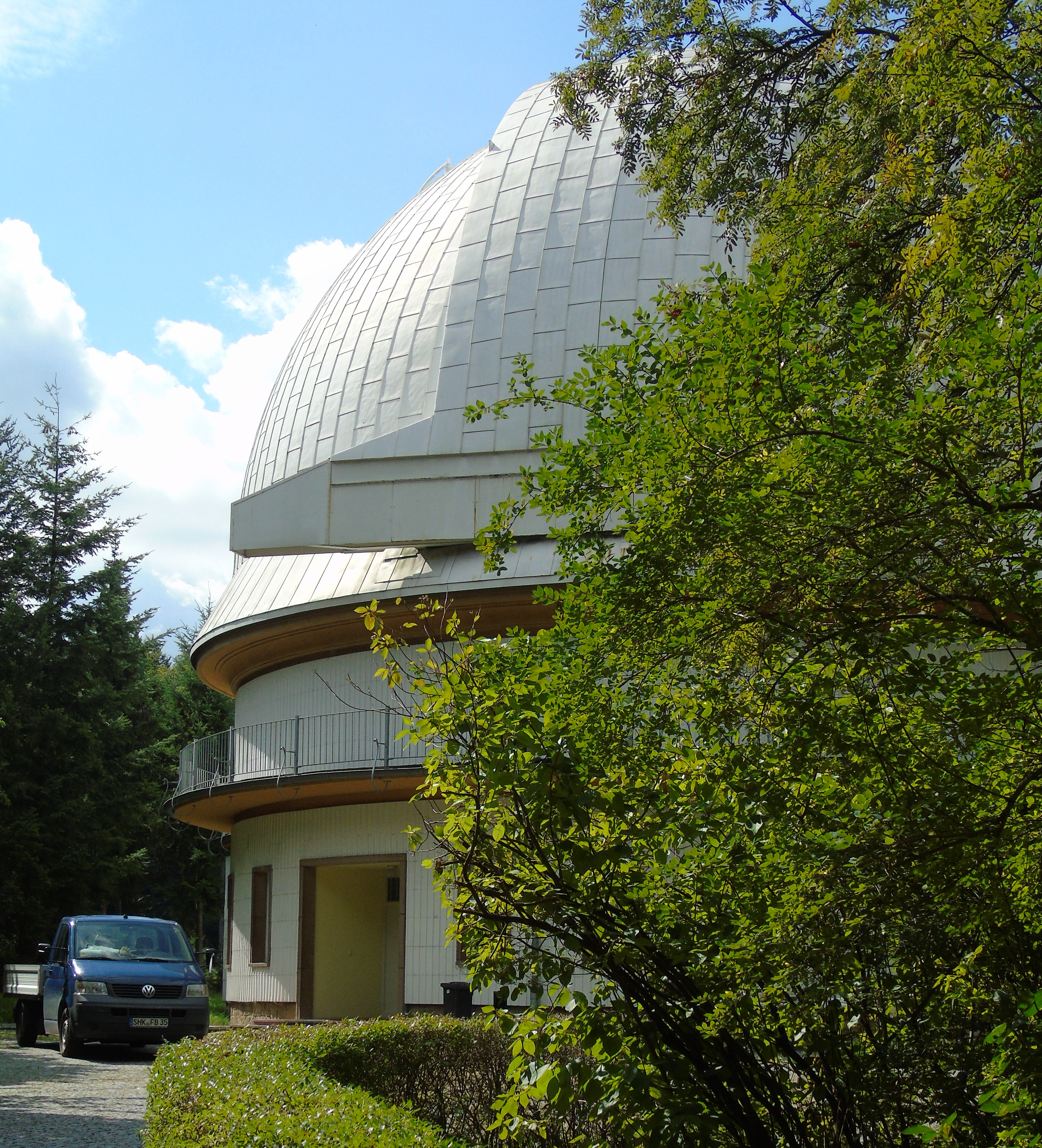
卡尔·史瓦西天文台（2015）

为了纪念史瓦西的功绩，1960年在陶滕堡落成的拥有世界上最大的施密特摄星仪的天文台以他的名字命名。此外，1916年发现的小行星837、月球上的史瓦西环形山也是以他的名字命名的。哥廷根等德国城市也有以他的名字命名的街道。1959年，德国天文学会设立了卡尔·史瓦西奖章。首位获奖者是他的儿子马丁·史瓦西。
在自然科学中，也有以史瓦西名字命名的术语：
- 与爱因斯坦场方程第一个精确解有关的史瓦西度规、史瓦西半径以及史瓦西坐标（英语：Schwarzschild coordinates）
- 摄影光度学中的史瓦西定律
- 辐射传输中的史瓦西-米尔恩积分方程
- 史瓦西星体速度椭圆分布
- 恒星大气层对流不稳定性的史瓦西定则

## 著述
奥托·布卢门塔尔1917年出版了史瓦西的著作全集。1975年，美国物理联合会将哥廷根图书馆收藏的史瓦西信笺制成了微缩胶片。1992年，施普林格出版社出版了三卷本史瓦西著述全集。
| 均一转动流体平衡态 - Schwarzschild, K. . BiblioLife. 2013. ISBN 9781295437337. 光学系统 - Schwarzschild, K. . Abhandlungen der Gesellschaft der Wissenschaften in Göttingen. 1906, 4 (1): 1－31. - Schwarzschild, K. . Abhandlungen der Gesellschaft der Wissenschaften in Göttingen. 1906, 4 (2): 1－28. - Schwarzschild, K. . Abhandlungen der Gesellschaft der Wissenschaften in Göttingen. 1906, 4 (3): 1－54. - Schwarzschild, K. . Nachrichten von der Gesellschaft der Wissenschaften zu Göttingen: 551－570. [2017-02-28]. （原始内容存档于2017-10-05）. 光度测定 - Schwarzschild, K. . Abhandlungen der Gesellschaft der Wissenschaften in Göttingen. 1910, 6 (6): 1－117. 恒星大气层理论 - Schwarzschild, K. . Nachrichten von der Gesellschaft der Wissenschaften zu Göttingen: 41－53. [2017-02-28]. （原始内容存档于2017-04-21）. - Schwarzschild, K. . Sitzungsberichte der Preußischen Akademie der Wissenschaften zu Berlin. 1914: 1183－1200. 微小粒子对于光的散射 - Schwarzschild, K. . Mathematische Annalen. 1902, 55: 177－247 [2017-02-28]. （原始内容存档于2017-04-21）. - K. Schwarzschild, E. Kron. . Nachrichten von der Gesellschaft der Wissenschaften zu Göttingen. 1911: 197－208. | 电动力学中的变分原理 - Schwarzschild, K. . Nachrichten von der Gesellschaft der Wissenschaften zu Göttingen. 1903: 126－131 [2017-02-28]. （原始内容存档于2017-10-05）. - Schwarzschild, K. . Nachrichten von der Gesellschaft der Wissenschaften zu Göttingen. 1903: 132－141 [2017-02-28]. （原始内容存档于2017-04-21）. - Schwarzschild, K. . Nachrichten von der Gesellschaft der Wissenschaften zu Göttingen. 1903: 245－278 [2017-02-28]. （原始内容存档于2017-10-26）. 广义相对论 - Schwarzschild, K. . Sitzungsberichte der Königlich-Preussischen Akademie der Wissenschaften. 1916: 189. - Schwarzschild, K. . Sitzungsberichte der Königlich-Preussischen Akademie der Wissenschaften. 1916: 189. 斯塔克效应 - Schwarzschild, K. . Sitzungberichte der Preussischen Akademie der Wissenschaften zu Berlin. 1916: 548 －568. 其他工作 - Schwarzschild, K. . Nachrichten von der Gesellschaft der Wissenschaften zu Göttingen. 1907: 614－632 [2017-02-28]. （原始内容存档于2017-10-05）. - Schwarzschild, K. . Nachrichten von der Gesellschaft der Wissenschaften zu Göttingen. 1908: 191－200 [2017-02-28]. （原始内容存档于2017-04-21）. - Schwarzschild, K. . Jahresbericht der Deutschen Mathematiker-Vereinigung. 1904, 13: 145－156 [2017-02-28]. （原始内容存档于2017-04-21）. - Schwarzschild, K. . Jahresbericht der Deutschen Mathematiker-Vereinigung. 1907,. Band 16: 519－522 [2017-02-28]. （原始内容存档于2017-04-21）. 全集 - Schwarzschild, Karl. Voigt, Hans-Heinrich , 编. 1—3. Springer Berlin Heidelberg. 1992. ISBN 978-3-642-63467-3. doi:10.1007/978-3-642-58086-4. |